# 群马银行
株式会社群马银行（英语：The Gunma Bank, Ltd.）是本店位于群马县前桥市的日本地方银行。

## 历史
- 1877年 - 前身第39国立银行在前桥町成立。
- 1882年 - 改制为普通银行，改名三十九银行，后为（旧）群马银行。
- 1919年 - 上州银行成立。
- 1932年 
  - 9月14日 - 为合并县内中小金融机构，成立了群马县金融株式会社。
  - 10月 - 改名株式会社群马大同银行。
  - 11月 - 吸收合并大同银行、（旧）群马银行以及上州银行。
- 1952年 - 位于前桥市的本店大楼完工。
- 1955年 - 改名株式会社群马银行[1]。
- 1969年 - 在东京证券交易所第二部上市，同年改为第一部[1]。
- 1972年 
  - 4月 - 位于前桥市元总社町（日语：元総社町）的本店大楼完工[1]。
  - 11月 - 第一代综合在线系统投入使用[1]。
- 1978年 - 第二代综合在线系统投入使用[1]。
- 1987年 - 第三代综合在线系统投入使用[1]。
- 2000年 - 加盟E-net（日语：イーネット），开始设置便利店ATM。
- 2004年 - 加盟IY Bank（现Seven Bank）。
- 2005年 - 日本金融厅下达业务改善命令（日语：業務改善命令）。
- 2007年 - 发行使用掌纹认证的银行卡。
- 2008年4月7日 - 取消工作日白天E-net ATM和Seven Bank ATM的手续费。取消在自店ATM取现手续费。
- 2010年 - 加盟罗森ATM网络（日语：ローソン・エイティエム・ネットワークス）。
- 2013年 
  - 2月4日 - 开设相模原支店
  - 9月9日 - 为了支持群马县内东日本大震灾福岛第一核电站事故的避难者，与东邦银行（日语：東邦銀行）互相免除ATM手续费。
- 2014年
  - 4月1日 - 群馬寶寶主题的存折及IC银行卡发行。同时，丹迪熊主题存折及磁条银行卡停止发行。
  - 12月8日 - 荻窪支店开设。
- 2015年
  - 10月5日 - 川崎支店和川崎贷款站开设。
- 2016年 
  - 2月12日 - 全资子公司あるぐんぎん証券成立。
  - 5月16日 - 葛西支店和葛西贷款站开设。
  - 7月14日 - 入股天海资产管理株式会社（日语：スカイオーシャン・アセットマネジメント）。
- 2017年
  - 7月18日 - 足立支店开设。

## 关联公司

### 子公司
- 群马中央产业株式会社
- ぐんぎんリース株式会社
- 群马信用保証株式会社
- ぐんぎん证券株式会社

### 适用权益法的子公司
- 株式会社群马银行卡
- ぐんぎん系统服务株式会社
- 天海资产管理株式会社（日语：スカイオーシャン・アセットマネジメント）